# 한 (전국)

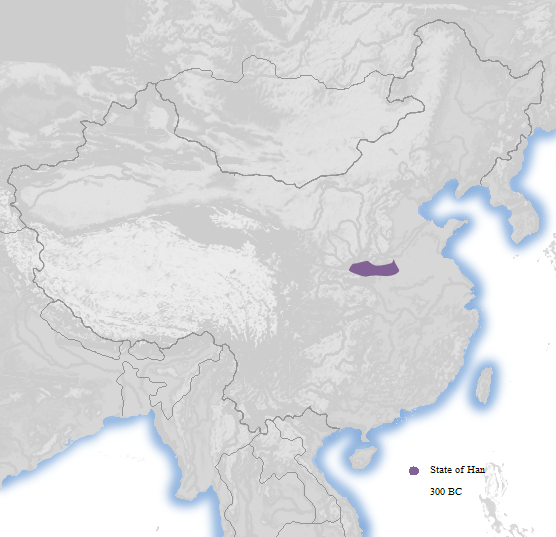
기원전 300년의 한나라

한나라(韓, 기원전 403년 ~ 기원전 230년)는 전국시대의 칠웅(七雄) 가운데 하나이다. 수도는 초기에는 양책, 후기에는 신정(新鄭)이었다. 다른 명칭으로는 소한(小韓)이라고 칭하기도 한다. 춘추오패의 하나인 진(晉)에서 분리된 나라이며, 위나라, 조나라와 더불어 삼진(三晉)이라고 일컬어진다.
영토는 북쪽으로는 지금 중국의 허난성(河南省), 서쪽으로는 지금의 후베이성(湖北省)에 이르렀고, 영토의 길이가 구백 리에 달했다고 했다. 또한 갑병 30만을 낼 수 있고, 무기가 뛰어났다. 그러나 기원전 239년 진나라(秦)의 장군 몽오의 공격으로 성 13곳을 빼앗겼고 곧이어 기원전 230년 다시 진나라의 대공세로 한왕 안(韓王安)이 스스로 항복하면서 한나라는 멸망했다.

## 역사
한나라 왕실의 조상은 춘추 시대 진나라(晉)의 공족이며, 진 목후(晉穆侯)의 아들인 환숙(桓叔)의 아들뻘이 되는 한만(韓萬)이 한원(韓原)이라는 지역에 봉해졌던 것을 기원으로 하여 시작되었다. 희성(姫姓)을 가졌던 한무자(韓武子) 한만의 일가들이 한씨(韓氏)를 칭하였고, 성씨와 땅이름에서 따와서 지칭되었다. 한원 지역에는 원래 주나라 선왕 때 분봉된 희성 제후 한후(韓侯)가 있었다. 이 한나라는 50여 년 동안 존속했다가 진(晉)에게 멸망했고, 바로 그 지역을 영지로 받은 것이 한만이다.
기원전 620년 한만의 고손자 한궐(韓厥)이 사마로 등용되었고, 그 군락이 뛰어났다. 과거에 신세를 지었던 조씨(趙氏) 일족의 재부흥에 힘을 보태었고, 그 여망으로 기원전 573년 한궐이 정경(正卿)과 중군을 이끄는 장수가 되었다. 한만은 힘을 가지게 되었다. 기원전 541년 그의 아들 한기(韓起)도 정경이 되면서, 그는 정치를 관장하는 대신인 육경(六卿)이 되었다.
춘추 시대 말기에는 한호(韓虎)가 조씨, 위씨(魏氏) 일족등과 함께 육경의 중에 강력한 가문인 지씨(知氏) 일족을 기원전 453년에 멸망을 시켰다. 후에 위씨, 조씨와 함께 진나라의 영토를 분할하여 독립하였다. 그 후, 기원전 403년에 주나라부터 정식 제후로 인정을 받아서 비로서 전국 시대가 시작되었다.
기원전 375년 정나라를 공격하여 멸망을 시켰고, 전국 칠웅 중에 최약체였고. 항상 서쪽에 있는 진나라(秦)의 침공에 떨고 있었다. 그러나 신불해(申不害)을 재상으로 발탁한 한 희후(韓喜侯)의 치세에는 국내도 안정되고 전성기를 이룩하였다. 이어서 즉위한 한 선혜왕은 기원전 323년에 왕으로 자칭하였고, 재상 신불해가 죽은 후에는 다시 진나라의 침공에 시달렸다.
한나라의 패망을 우려했던 공자 한비(韓非)는 나라를 강하게 만들게 하는 방법을 가르쳐주는 책을 저술하였고, 그 책이 바로 그 유명한 한비자(韓非子)이다. 그러나 한비의 주장은 모국인 한나라에서는 받아들여지지 않았고, 진왕 영정(嬴政)이 한비자에 관심이 있었다. 한나라는 역으로 이용해 정국(鄭國)이라는 사람을 진나라에 보내었다. 진나라가 관개 사업을 하도록 하고, 진나라의 국력을 쇄퇴시키려고 하였지만 이에 발각되었다. 이 공사로 만들어진 수로는 후에 정국거(鄭國渠)로 불리며 중국 고대 3대 수로 시절 중에 하나가 되었다. 이 또한 공교롭게도 진나라를 풍요롭게 하였다.
기원전 230년 수도 신정이 함락되었고, 6국 중에 가장 빨리 멸망하였고, 한나라의 영토 전체가 영천군이라는 새로운 진나라의 행정구역이 되었다. 기원전 226년 한나라 옛 수도인 신정에서 반란이 일어났다. 진나라는 반란군을 진압하였다. 이 반란으로 한나라의 마지막 군주인 한왕 안(韓王安)이 처형됐다.

## 역대 군주

### 삼진 분립 전(진나라 신하)
| 대수 | 칭호       | 휘                     | 재위기간                    | 관계                        |
| ---- | ---------- | ---------------------- | --------------------------- | --------------------------- |
| 1    | 무자(武子) | 만(萬)                 | ?                           | 곡옥 환숙(曲沃 桓叔)의 아들 |
| 2    | 구백(賕伯) | ?                      | ?                           | 무자의 아들                 |
| 3    | 정백(定伯) | 간(簡)                 | ? ~ 기원전 645년 이후       | 구백의 아들                 |
| 4    |            | 여(輿)                 | ?                           | 정백의 아들                 |
| 5    | 헌자(獻子) | 궐(厥)                 | ? ~ 기원전 564년 이후       | 자여(子輿)의 아들           |
| 6    | 선자(宣子) | 기(起)                 | ? ~ 기원전 514년            | 헌자의 아들                 |
| 7    | 정자(貞子) | 수(須)                 | 기원전 513년 ~ ?            | 선자의 아들                 |
| 8    | 간자(簡子) | 불신(不信), 불녕(不佞) | ? ~ 기원전 479년 이후       | 정자의 아들                 |
| 9    | 장자(莊子) | 경(庚)                 | ?                           | 간자의 아들                 |
| 10   | 강자(康子) | 호(虎)                 | ? ~ 기원전 425년            | 장자의 아들                 |
| 11   | 무자(武子) | 계장(啓章)             | 기원전 424년 ~ 기원전 409년 | 강자의 아들                 |

### 삼진 분립 후(한나라 군주)
| 대수 | 시호                  | 휘            | 재위기간                    | 관계            |
| ---- | --------------------- | ------------- | --------------------------- | --------------- |
| 1    | 경후(景侯) 경자(景子) | 건(虔) 처(處) | 기원전 408년 ~ 기원전 400년 | 한 무자의 아들. |
| 2    | 열후(烈侯) 무후(武侯) | 취(取)        | 기원전 399년 ~ 기원전 387년 | 경후의 아들.    |
| 3    | 문후(文侯)            | 유(猷)        | 기원전 386년 ~ 기원전 377년 | 열후의 아들.    |
| 4    | 애후(哀侯)            | 둔몽(屯蒙)    | 기원전 376년 ~ 기원전 374년 | 문후의 아들.    |
| 5    | 의후(懿侯) 공후(共侯) | 약산(若山)    | 기원전 374년 ~ 기원전 363년 | 애후의 아들.    |
| 6    | 소후(昭侯)            | 무(武)        | 기원전 362년 ~ 기원전 333년 | 의후의 아들.    |
| 7    | 선혜왕(宣惠王)        | 강(康)        | 기원전 332년 ~ 기원전 312년 | 소후의 아들.    |
| 8    | 양왕(襄王)            | 창(倉)        | 기원전 311년 ~ 기원전 296년 | 선혜왕의 아들.  |
| 9    | 이왕(釐王)            | 구(咎)        | 기원전 295년 ~ 기원전 273년 | 양왕의 아들.    |
| 10   | 환혜왕(桓惠王)        | 연(然)        | 기원전 272년 ~ 기원전 239년 | 이왕의 아들.    |
| 11   |                       | 안(安)        | 기원전 238년 ~ 기원전 230년 | 환혜왕의 아들.  |